# Iglesia de San Miguel Arcángel (Biota)
La iglesia de San Miguel Arcángel se encuentra en el municipio de Biota, en la Provincia de Zaragoza, comunidad autónoma de Aragón, España, ubicada en un llano situado en la zona oriental de las Bardenas de Sádaba en la Comarca de Cinco Villas (Zaragoza), regado por el río Arba de Luesia.
En la carretera A-127 de Gallur a Sanguesa, a aprox. 15 kilómetros de Ejea de los Caballeros en dirección a Sádaba, un desvío a la derecha (CV-626) conduce hasta Biota.

## Descripción

### Planta
El templo presenta la orientación litúrgica habitual. De estilo románico del siglo XII, su planta es rectangular de una sola nave rematada por un ábside semicircular, común en la Comarca de Cinco Villas:
- nave única, con contrafuertes en el exterior y semicolumnas con arcos fajones en el interior, rematada por un ábside semicircular;
- cubierta de bóveda de cañón apuntada;
- dos pórticos de transición del románico al gótico.

La Nave (2), consta de seis tramos y cubierta con bóveda de cañón apuntada soportada por arcos formeros dobles apoyados en pilastras, columnatas y arcos fajones dobles, rematada por el Presbiterio y un Ábside semicircular con 3 contrafuertes.
La cubierta se apoya sobre cornisa y ménsulas lisas. 
El templo dispone de dos Portadas situadas en las fachadas oeste y sur, torre y sacristía.
En su construcción se usaron sillares de buena calidad y talla regular, asentados en hiladas bien alineadas.

### Exterior del templo
- Ábside (4). Semicircular de cuatro tramos, con tres contrafuertes y dos ventanas aspilladas hacia el interior. Su cubierta es de bóveda de cuarto de esfera apuntada, apoyada en una cornisa.

- Presbiterio (3). De tramo recto que une el ábside y la nave, con cubierta de bóveda de medio cañón apuntado y una ventana aspillada al interior en cada muro.

- Sacristía (5). Añadida con posterioridad en el muro sur del Presbiterio, siglo XVII, se ilumina mediante una ventana rectangular abocinada al exterior.

- Pórtico Sur o de San Miguel (7). Es posterior al Pórtico Oeste. Formado por 4 arquivoltas, las dos internas decoradas, apoyadas en imposta y columnas con capiteles decorados. Está enmarcado por dos gruesos contrafuertes que alcanzan la cornisa. Su vano es de perfil antropomorfo, con Tímpano que muestra el Pesado de las almas por San Miguel Arcángel. Se halla protegido por un tejaroz apoyado en canecillos y ménsulas.

- Pórtico Oeste (1). De estilo románico de finales del siglo XII, está situado entre dos grandes contrafuertes y protegido por un tejaroz.

Su forma es de arco de medio punto con cuatro arquivoltas abocinadas de arista lisa, rematadas por baquetón doble, apoyadas en imposta y columnas lisas con capiteles decorados y Tímpano representando la Epifanía, soportado por modillones que proporcionan al vano un perfil antropomorfo. 
Según algunos autores, el conjunto de la decoración de las fachadas Oeste y Sur, sigue un programa iconográfico que se ajusta al pensamiento y la teofanía de Juan Escoto Eriúgena (El bien nacido, 810-†877).
- Torre (9). Adosada al muro sur entre el 5º y 6º tramos de la nave; se conservan los dos primeros cuerpos románicos, con una ventana aspillada al exterior en la 1.ª planta.

### Interior del templo
El acceso al templo se efectúa por el vano del Pórtico Oeste (1). Su decoración es sobria. 
- Nave (2). De forma rectangular alargada, su cubierta es de bóveda de cañón apuntada soportada por seis arcos fajones apuntados apoyados en capiteles con decoración geométrica y semicolumnas adosadas a pilastras. Entre las pilastras, se encuentran capillas laterales (6) en vanos ciegos de medio punto. En el lado sur de la cabecera, se halla la pila bautismal.

- Coro (8). El coro, elevado, está situado a los pies del templo.

La iluminación del templo, se efectúa: 
- Ábside, dos ventanales de derrame interior.
- Presbiterio, dos ventanales de derrame interior, situados uno en cada muro.
- Sacristía, una ventana rectangular abocinada al exterior.
- Nave, 1 óculo abocinado al exterior en el 2º tramo de la fachada sur; una ventana aspillada al interior en el 5.º tramo a la izda. del Pórtico Sur.

### Modificaciones a la planta original
- En el siglo XVII se añadieron la Sacristía en el muro Sur-occidental y el Coro en el último tramo de la iglesia.

### Marcas de cantería
Se han identificado un total de 313 marcas de 33 tipos diferentes que se distribuyen de la siguiente forma, ver planta (10):
| Zona                        | Marcas | Tipos |
| --------------------------- | ------ | ----- |
| Ábside                      | 5      | 2     |
| Fachada Sur                 | 49     | 11    |
| Pórtico Sur                 |        |       |
| Contrafuertes               | 6      | 4     |
| Tímpano                     | 17     | 4     |
| Dovelas                     | 25     | 4     |
| Modillón izdo.              | 1      | 1     |
| Torre, lados este y sur     | 70     | 7     |
| Contrafuerte Suroeste       | 6      | 4     |
| Fachada Oeste               | 37     | 10    |
| Pórtico Oeste               |        |       |
| Contrafuertes               | 4      | 1     |
| Dovelas                     | 30     | 2     |
| Modillones                  | 1      | 1     |
| Contrafuerte Noroeste       | 36     | 3     |
| Fachada Norte, tramos 4,5,6 | 25     | 6     |
| Graffiti                    | 1      |       |